# 艾内特
艾内特是奥地利蒂罗尔州利恩茨县的一个市镇。总面积40.43平方公里，总人口985人，人口密度24.4人/平方公里（2005年）。